# NGC 7189
NGC 7189 ist eine Balken-Spiralgalaxie vom Hubble-Typ SBb im Sternbild Aquarius auf der Ekliptik. Sie ist schätzungsweise 410 Millionen Lichtjahre von der Milchstraße entfernt.
Das Objekt wurde am 12. Oktober 1863 von Albert Marth entdeckt.